# Фориш, Штефан
Штефан Фориш (рум. Ştefan Foriş, венгерское имя Иштван Фориш (венг. Fóris István), также известен под кличкой Мариус (рум. Marius), 9 мая 1892—1946) — румынский революционер венгерского происхождения. Генеральный секретарь Коммунистической партии Румынии (1940—1944).  В июне 1946 года был убит в застенках Секуритате.

## Биография
Родился в трансильванском Татранге. Получил хорошее образование, закончил класс точных наук в Брашовском лицее и физико-математический факультет Будапештского университета имени Лорана Этвёша, владел немецким и французским языками. Во время Первой мировой войны призван в австро-венгерскую армию, дослужился до лейтенанта.
Активный социалист, он принимал участие в революции в Венгрии, присоединился к Партии коммунистов Венгрии и сражался за Венгерскую советскую республику. После её поражения и Трианонского мира стал подданным Королевства Румынии, вступил в Социалистическую партию Румынии в Брашове и начал сотрудничать в левых изданиях.
Вступил в румынскую компартию сразу после её создания в 1921 году. Переехал в Бухарест в 1923 году. Когда КПР была объявлена вне закона в 1924 году, несколько раз отбывал тюремное наказание за свою революционную деятельность.
Будучи обвиняемым на Клужском процессе в 1927 году, объявил бессрочную голодовку, после 27 дней которой был выпущен на поруки его семьи, однако не стал ждать суда, а бежал в Советский Союз, где представлял партию в органах Коминтерна (1928—1930). Был заочно приговорён клужским судом к десяти годам лишения свободы и 50 000 леев штрафа.
Несмотря на приговор, нелегально вернулся в родную Трансильванию, став местным секретарём партии и руководителем отдела агитпропа. Большую часть оставшейся жизни находился в бегах, скрываясь от властей. Был снова заключен в тюрьме на протяжении 1931—1935 годов.
К 1936 году Штефан Фориш стал членом ЦК КПР, а в 1940 году, когда сняли генерального секретаря Бориса Стефанова, был назначен на его место и снова тайно попал в Румынию из СССР. На период его руководства пришлась Вторая мировая война и период самых жёстких преследований коммунистов. Практически всё руководство партии либо жило в изгнании в Советском Союзе («московская фракция»), либо находилось в тюрьмах и концлагерях («тюремная фракция»). Лишь три человека — сам Фориш, Ремус Коффлер и Лукрециу Пэтрэшкану — оставались на свободе, продолжая свою подпольную работу.
Постепенно Фориш стал проблемой для группы Георге Георгиу-Дежа, заключённой в Карансебеше; вместе с Эмилем Боднарашом они подготовили план смещения генсека.
После масштабного авианалета союзников на Бухарест 4 апреля 1944 года Фориш был задержан и отправлен в отставку, будучи обвинённым в «трусости перед лицом реакции» и «сотрудничестве с сигуранцой».
Некоторое время Фориш редактировал издаваемую подпольно антифашистскую газету «România Liberă». С сентября 1944 по январь 1945 года он находился в руках военизированной службы компартии. Был отпущен, затем кратковременно задержан по подозрению в написании манифеста против Георгиу-Дежа и снова отпущен.
Вскоре после прихода к власти Г. Георгиу-Дежа, 9 июня 1945 года Фориш был схвачен отрядом Секуритате. Министр внутренних дел Теохари Джорджеску, партийный идеолог Иосиф Кишинёвский и орадийский партийный секретарь Гаврилэ Бирташ сформулировали обвинение в государственной измене. Год спустя Фориш был убит — его забил насмерть ломом руководитель Секуритате Георге Пинтилие.
По личному распоряжению вице-директора секуритате Александра Никольского была жестоко убита (утоплена) также его мать.
Его первая жена Татьяна Ляпис впоследствии вышла замуж за генерала Булана. Жена Виктория была репрессирована, а их дочь, пережившая нервное потрясение, оставалась до конца жизни (1970) ограниченно дееспособной. После освобождения Виктория стала низовой активисткой РКП.
Фориш и Пэтрэшкану были реабилитированы Николае Чаушеску в 1968 году.